# ورگیگنی
ورگیگنی (به فرانسوی: Vergigny) یک کمون در فرانسه است که در Canton of Saint-Florentin واقع شده‌است.

## خصوصیات
ورگیگنی ۳۸٫۰۱ کیلومترمربع مساحت و ۱٬۵۵۵ نفر جمعیت دارد.